# (38043) 1998 SB26
1998 SB26 (asteroide 38043) é um asteroide da cintura principal. Possui uma excentricidade de 0.19899310 e uma inclinação de 13.19918º.
Este asteroide foi descoberto no dia 22 de setembro de 1998 por LONEOS em Anderson Mesa.